# Younger
Younger es una serie de televisión estadounidense de comedia dramática, basada en la novela homónima escrita en 2015 por Pamela Redmond Satran, siendo creada y producida por Darren Star. La serie es protagonizada por Sutton Foster como el personaje principal, con Hilary Duff, Debi Mazar, Miriam Shor, Nico Tortorella, Molly Bernard y Peter Hermann en el resto del reparto. La serie fue estrenada el 31 de marzo de 2015 en TV Land y recibió críticas generalmente positivas de los críticos. Fue renovada para una segunda temporada de 12 episodios en abril de 2015, pero antes de su estreno, el 13 de enero de 2016, fue renovada para una tercera temporada, que se comenzó a emitir el 28 de septiembre de 2016. El 14 de junio de 2016, el show fue renovada para una cuarta temporada, programada para emitirse el 28 de junio de 2017. El 20 de abril de 2017, fue renovada para una quinta temporada antes del estreno de la cuarta temporada.
La quinta temporada se estrenó el 5 de junio de 2018.
Antes del estreno de la quinta temporada, se renovó para una sexta temporada, que se estrenó el 12 de junio de 2019. En julio de 2019, TV Land renovó la serie para una séptima temporada, convirtiéndola en la serie original de mayor duración en la historia de la cadena.
La séptima y última temporada se estrenó en Paramount + el 15 de abril de 2021 con los primeros 4 episodios disponibles de inmediato y el resto fue estrenandose semanalmente.

## Argumento
Ambientada en la ciudad de Nueva York, la historia sigue la vida personal y profesional de Liza Miller (Sutton Foster), una madre recién divorciada de 40 años de edad, a quien su marido dejó por una mujer más joven, que trata sin éxito de conseguir trabajo después de 15 años inactiva. Después de ser confundida por una chica de 26 años por un joven llamado Josh (Nico Tortorella), idea un plan con su mejor amiga Maggie (Debi Mazar) para hacerse pasar por una mujer de 26 años y así conseguir un empleo a fin de volver a entrar en el mundo publicitario. El plan triunfa, convirtiéndose en la asistente de Diana (Miriam Shor) en una empresa editorial, haciéndose amiga rápidamente de Kelsey (Hilary Duff), su alocada y veinteañera compañera de trabajo. Liza debe aprender a vivir lo mejor de ambos mundos, equilibrando su vida de 40 años con sus renovados 26 años.

## Elenco y personajes
| Actor/Actriz          | Personaje      | Temporadas | Temporadas | Temporadas | Temporadas | Temporadas |           |
| Actor/Actriz          | Personaje      | 1          | 2          | 3          | 4          | 5          | 6         |
| --------------------- | -------------- | ---------- | ---------- | ---------- | ---------- | ---------- | --------- |
| Sutton Foster         | Liza Miller    | Principal  | Principal  | Principal  | Principal  | Principal  | Principal |
| Debi Mazar            | Maggie Amato   | Principal  | Principal  | Principal  | Principal  | Principal  | Principal |
| Miriam Shor           | Diana Trout    | Principal  | Principal  | Principal  | Principal  | Principal  | Principal |
| Nico Tortorella       | Josh           | Principal  | Principal  | Principal  | Principal  | Principal  | Principal |
| Hilary Duff           | Kelsey Peters  | Principal  | Principal  | Principal  | Principal  | Principal  | Principal |
| Peter Hermann         | Charles Brooks | Recurrente | Principal  | Principal  | Principal  | Principal  | Principal |
| Molly Bernard         | Lauren Heller  | Recurrente | Principal  | Principal  | Principal  | Principal  | Principal |
| Charles Michael Davis | Zane Anders    |            |            |            | Recurrente | Principal  | Principal |

## Episodios
| Temporada | Temporada | Episodios | Emisión original         | Emisión original         |
| Temporada | Temporada | Episodios | Inicio                   | Final                    |
| --------- | --------- | --------- | ------------------------ | ------------------------ |
|           | 1         | 12        | 31 de marzo de 2015      | 9 de junio de 2015       |
|           | 2         | 12        | 13 de enero de 2016      | 23 de marzo de 2016      |
|           | 3         | 12        | 28 de septiembre de 2016 | 14 de diciembre de 2016  |
|           | 4         | 12        | 28 de junio de 2017      | 13 de septiembre de 2017 |
|           | 5         | 12        | 5 de junio de 2018       | 28 de agosto de 2018     |
|           | 6         | 12        | 12 de junio de 2019      | 4 de septiembre de 2019  |
|           | 7         | 12        | 15 de abril de 2021      | 10 de junio de 2021      |

## Producción
La serie se basa en la novela de Pamela Redmond Satran del mismo nombre. En octubre de 2013, TV Land ordenó el piloto al creador y productor ejecutivo Darren Star. Patricia Field, que trabajó con Star en Sex and the City, es consultora de vestuario en la producción. El piloto fue recogido en abril de 2014 con una orden de 12 episodios. El 21 de abril de 2015, Younger fue renovado para una segunda temporada de 12 episodios, que se estrenó el 13 de enero de 2016. Después de un papel recurrente en la primera temporada, Molly Bernard fue agregada al reparto principal.
En febrero de 2018, Charles Michael Davis fue ascendido al elenco principal en la quinta temporada tras aparecer como recurrente en la temporada anterior.

## Recepción

### Críticas
Younger ha recibido aclamación de los críticos. En Rotten Tomatoes le da la primera temporada una calificación de 97% basado en 34 valoraciones en críticas y una puntuación de 7.6 sobre 10. El sitio web dice lo siguiente: "La escritura ingeniosa de Darren Star y el carisma de Sutton Foster ayudan a elevar a Younger por encima de las anteriores sitcoms de TV Land." En Metacritic obtuvo la primera temporada una calificación de 75% basado en 20 críticas, indicando "críticas generalmente favorables". En Metacritic la temp. 2 recibe una puntuación de 75%, basado en las críticas de 4 críticos.
Brian Lowry de Variety le da a la serie una crítica positiva, describiendo que "no es perfecto pero es altamente entretenido" y señalando que "inevitablemente, hay aspectos estereotipados en ambos lados de la brecha de edad — desde la descamación de los contemporáneos de Kelsey hasta Diana también a menudo se presenta como una regañina amarga — pero la serie raramente llega tan lejos en esas líneas como para ser incapaz de encontrar el camino de regreso."
En la revista New York del sitio web Vulture.com, Margaret Lyons le da críticas en su mayoría positiva, describiendo "una dulzura para la serie, una casi admiración por los diversos comportamientos de mala calidad [de los personajes]". Ella continuó diciendo que deseaba que el programa "tuviera una primera temporada más larga no solo porque me gustaba, sino porque es un peso pluma, y tal como está en funcionamiento, podría haber sido mejor como largometraje de larga duración." Megan Garber de The Atlantic dice, "Younger, a fairy tale fit for basic cable, is a treacly confection of a show: witty but not wise, delightful but not deep. And yet—like its creator Darren Star’s previous exploration of age and sexuality and identity in a tumultuous time, Sex and the City—it offers, almost in spite of itself, deep insights into the culture of the moment."
Tom Conroy de Media Life Magazine critica el personaje de Sutton Foster, Liza, con "early-middle-age cluelessness", añadiendo "particularmente inútil" publishing-industry details and presenting "a relationship between an educated 40-year-old mother and a 26-year-old college dropout" that, in his belief, "has nowhere to go."

### Premios y nominaciones
| Año  | Premio                               | Categoría                            | Nominado      | Resultado |
| ---- | ------------------------------------ | ------------------------------------ | ------------- | --------- |
| 2015 | MTV Fandom Award                     | Best New Fandom                      | Younger       | Nom       |
| 2015 | Teen Choice Awards                   | Choice Breakout TV Show              | Younger       | Nom       |
| 2015 | Online Film & Television Association | Best Actress in a Comedy Series      | Sutton Foster | Nom       |
| 2015 | Adweek Hot List Television Awards    | Best New Comedy Series               | Younger       | Ganadora  |
| 2016 | People's Choice Awards               | Favorite Cable TV Actress            | Hilary Duff   | Nom       |
| 2016 | Women's Image Network Award          | Best Actress in a Comedy Series      | Sutton Foster | Nom       |
| 2016 | Women's Image Network Award          | Best Writing in a Comedy Series      | Alison Brown  | Nom       |
| 2016 | MTV Fandom Award                     | Fandom of the Year                   | Younger       | Nom       |
| 2016 | Hollywood Music in Media Awards      | Best Musical Supervision- Television | Robin Urdang  | Nom       |
| 2017 | People's Choice Awards               | Favorite Cable TV Comedy             | Younger       | Nom       |
| 2017 | People's Choice Awards               | Favorite Cable TV Actress            | Hilary Duff   | Nom       |
| 2017 | Women's Image Network Award          | Best Actress in a Comedy Series      | Sutton Foster | Nom       |
| 2017 | Women's Image Network Award          | Best Comedy Series                   | Younger       | Nom       |